# Прилепенское сельское поселение
Приле́пенское се́льское поселе́ние — муниципальное образование в Чернянском районе Белгородской области.
Административный центр — село Прилепы.

## История
Прилепенское сельское поселение образовано 20 декабря 2004 года в соответствии с Законом Белгородской области № 159.

## Население
| 2010  | 2011  | 2012  | 2013  | 2014  | 2015  | 2016  | 2017  | 2018  |
| ----- | ----- | ----- | ----- | ----- | ----- | ----- | ----- | ----- |
| 1316  | ↘1311 | ↘1286 | ↘1272 | ↗1286 | ↘1270 | ↘1223 | ↘1201 | ↘1184 |
| 2019  | 2020  | 2021  |       |       |       |       |       |       |
| ↘1155 | ↗1163 | ↘1027 |       |       |       |       |       |       |

## Состав сельского поселения
| № | Населённый пункт | Тип населённого пункта       | Население |
| - | ---------------- | ---------------------------- | --------- |
| 1 | Верхнее Кузькино | село                         | ↘716      |
| 2 | Водяное          | хутор                        | ↘34       |
| 3 | Ковылено         | село                         | ↗301      |
| 4 | Прилепы          | село, административный центр | ↘265      |